# ديريك غراي
ديريك غراي (بالإنجليزية: Derrick Gray)‏ هو لاعب كرة قدم أمريكية أمريكي، ولد في 11 نوفمبر 1985 في سيلفر سبرينغ في الولايات المتحدة.

## وصلات خارجية
- ديريك غراي على موقع JustSportsStats.com (الإنجليزية)